# Enrico Dante
Pour les articles homonymes, voir Dante (homonymie).
Enrico Dante né le 5 juillet 1884 à Rome et mort le 24 avril 1967 à Rome est un prélat romain qui est secrétaire de la Congrégation des rites.

## Biographie
Enrico Dante naît dans une famille dont le père, ardent garibaldien, est favorable à l'unité italienne. Sa mère meurt en 1892. Il a deux sœurs et un frère qui deviendra missionnaire au Brésil. Enrico Dante étudie à Paris chez les Pères de Notre-Dame de Sion, puis à partir de 1901 au Collegio Capranica en suivant des cours à la Grégorienne, où il obtient ses doctorats en philosophe, théologie et droit canonique et civil, puis un diplôme d'avocat à la rote. Il est ordonné prêtre le 3 juillet 1910 par Mgr Giuseppe Ceppetelli, vice-gérant du diocèse de Rome et patriarche in partibus de Constantinople, à Sant'Apollinare. Il enseigne à l'université pontificale urbanienne la philosophie jusqu'en 1928, puis la théologie de 1928 à 1947.
Official à la Sacrée pénitencerie apostolique (1913), il fut nommé par saint Pie X membre du Collège des cérémoniaires pontificaux (25 mars 1914), charge qu'il occupa de manière ininterrompue jusqu'en 1965, lorsque l'ancien rite latin fut aboli pour les cérémonies pontificales, à la suite du concile Vatican II et de sa constitution Sacrosanctum Concilium. Son activité pastorale quant à elle avait pour cadre les zones périphériques de Rome, en particulier à Torre Nova, mais aussi à l'archibasilique Saint-Jean-de-Latran, et à l'église du Sacro Cuore del Suffragio.
Substitut adjoint de la S. Congrégation des rites (26 octobre 1923), substitut de la S. Congrégation des rites (28 septembre 1930), sous-secrétaire de la S. Congrégation du cérémonial (27 mai 1943), il fut promu préfet des cérémonies pontificales (13 juin 1947) par Pie XII. Entretemps, il fut élevé au rang de prélat de Sa Sainteté en 1943. Il dirigea les cérémonies papales durant près de dix-huit ans. Il était aussi secrétaire de la Congrégation des rites (5 janvier 1960). Il a dirigé plus de quatre mille cérémonies pontificales et a participé aux rites célébrés par cinq pontifes : saint Pie X, Benoît XV, Pie XI, Pie XII et Jean XXIII.
Nommé archevêque titulaire (ou in partibus) de Carpasia (de) le 28 août 1962, il fut consacré le 21 septembre par le pape Jean XXIII. Il fut créé cardinal avec le titre de cardinal-prêtre de Sant'Agata dei Goti au consistoire du 22 février 1965.
Il a assisté à toutes les sessions du concile Vatican II (clos en décembre 1965), a  accompagné le pape Paul VI à ses voyages apostoliques en Terre Sainte et en Inde.
Au cours de sa carrière, il a participé en tant que cérémoniaire aux conclaves de 1914, 1922, 1939, 1958 et 1963. Il a aussi participé aux couronnements de Benoît XV, Pie XI, Pie XII, Jean XXIII et Paul VI.
Il fut inhumé dans son église titulaire.